# Hédi Djilani
Hédi Djilani ou Hédi Jilani (arabe : الهادي جيلاني), né le 13 février 1948 à Tunis, est un homme d'affaires, syndicaliste et homme politique tunisien.

## Biographie
Issu d'une famille bourgeoise tunisoise dont sont issus des marchands artisans au XIXe siècle, son grand-père Hadi est un caïd-gouverneur de renom alors que son père Ali est un homme d'affaires actif dans le textile et la confection, de même que dans la modernisation de ces domaines. Ses parents le destinent à la médecine qu'il étudie à l'hôpital Cochin, de 1966 à 1971. Toutefois, c'est le monde des affaires qui l'attire le plus : il y assume différents rôles dont celui de membre du conseil d'administration de la Banque centrale de Tunisie et du Centre de promotion des exportations.
Après avoir dirigé de nombreuses entreprises industrielles dans le secteur du textile destiné à l'exportation, il représente ses collègues au sein des structures syndicales patronales : président de la chambre syndicale des exportateurs textiles et membre du bureau exécutif de la fédération nationale du textile à partir de 1975 et président de la fédération des exportateurs à partir de 1985. Membre du bureau exécutif de l'Union tunisienne de l'industrie, du commerce et de l'artisanat (UTICA) de 1975 à 1980 et de 1985 à 1990, il réussit finalement à prendre la relève du chef historique de l'organisation, Ferjani Bel Haj Ammar, en juillet 1988. 
À partir de 1989, il est aussi membre du comité central du Rassemblement constitutionnel démocratique (RCD) et de la Chambre des députés.
L'une de ses filles, Zohra, épouse Belhassen Trabelsi, beau-frère du président de l'époque, Zine el-Abidine Ben Ali, considéré comme le « Parrain » de la famille Trabelsi, qualifiée de « clan quasi-mafieux » par les observateurs ainsi que les services de l'ambassade américaine en Tunisie car étant la principale bénéficiaire de la généralisation de la corruption dans le pays. Le couple s'installe au Canada après le 14 janvier 2011 à la faveur des évènements de la révolution qui chasse Ben Ali du pouvoir. Une autre de ses filles se marie à Sofiane Ben Ali, fils de « Moncef », le frère décédé du président et chef du clan Ben Ali.
Ce lien de parenté, jugé incompatible avec la fonction de président de l'UTICA, incite finalement Djilani à se démettre de ce mandat le 19 janvier 2011. Il est remplacé à ce poste le 24 janvier 2011 par un coordinateur général, Mohamed Ben Sedrine.
Après la révolution, Djilani adresse des excuses publiques au peuple tunisien pour ses actions et ses relations avec le régime déchu. Il se rétracte quelques mois après en affirmant sur Shems FM qu'il s'est excusé pour des actions qu'il n'a pas commises.
Il est aussi président de l'Espérance sportive de Tunis de 1987 à 1989.